# Kompleta

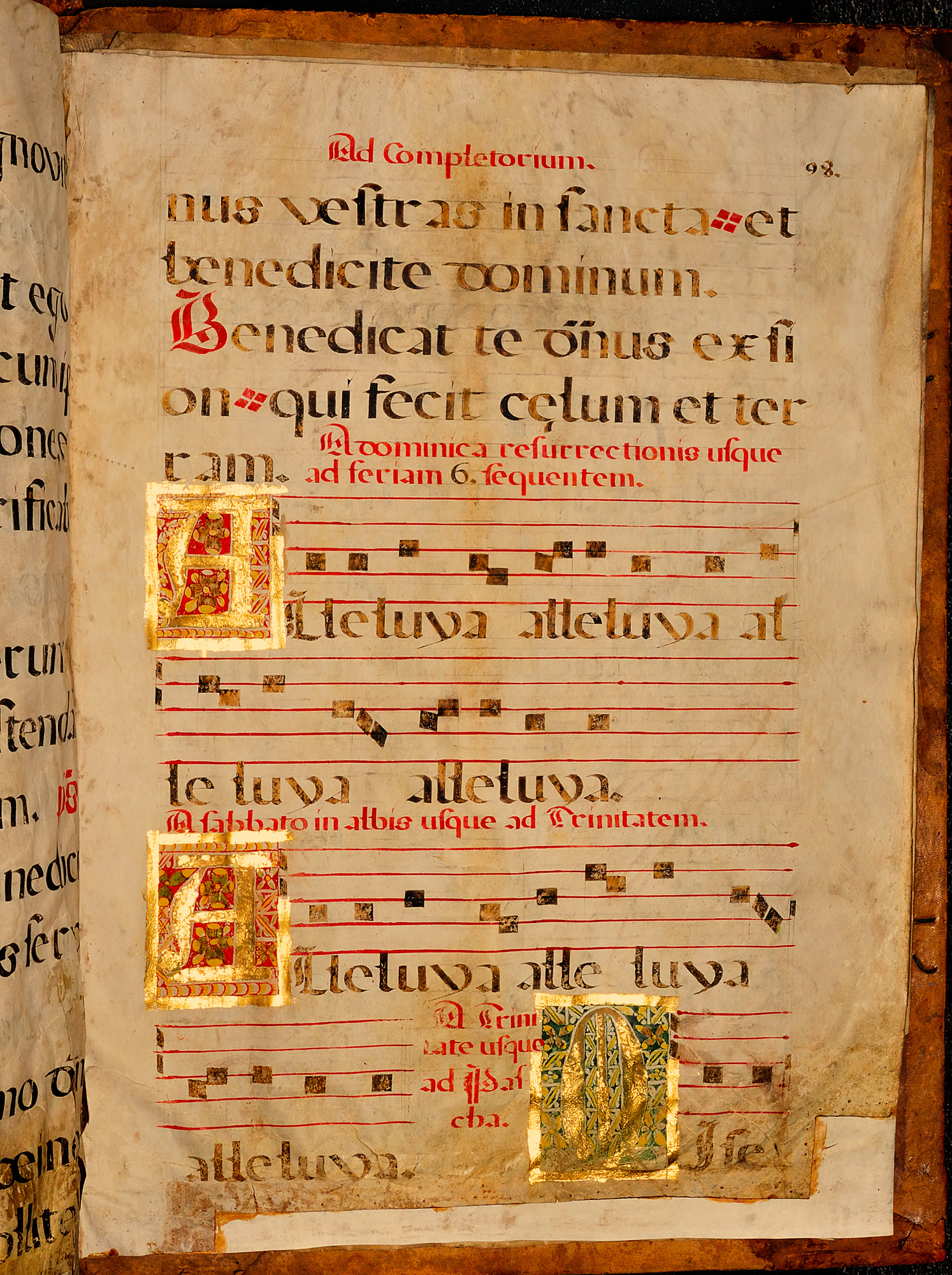
Fragment rękopisu z tekstem komplety i zapisem nutowym

Kompleta (łac. completorium, gr. Ἀπόδειπνον, cs. powieczerije, połunoszcznica) – w Kościele katolickim ostatnia modlitwa liturgii godzin (brewiarza), odmawiana w nocy przed udaniem się na spoczynek. 
Funkcje komplety w prawosławnym dobowym cyklu nabożeństw spełnia powieczerze (wielka i mała kompleta). Nabożeństwo to w monasterach odprawiane jest po wieczornym posiłku.

## Części składowe komplety w katolicyzmie
- wezwanie[9]
- modlitwa Chwała Ojcu[9]
- rachunek sumienia[9]
- hymn[9] wybierany w zależności od tygodnia psałterza, lub jeden stały w zależności od tradycji, np. Wszystkie nasze dzienne sprawy[10]
- psalmodia (psalm lub psalmy, które poprzedza i kończy odpowiednia antyfona)[9]
- czytanie z Pisma Świętego[9]
- responsorium[9]
- kantyk Symeona[11]
- modlitwa końcowa[9]
- antyfona do Najświętszej Marii Panny[9]